# Distretto di Xitun
Il distretto di Xitun (西屯區S, Xitún QūP) è un distretto della municipalità di Taichung, situata a Taiwan.